# Mispila javanica
Mispila javanica là một loài bọ cánh cứng trong họ Cerambycidae.